# Astragalus cobrensis
Astragalus cobrensis — вид квіткових рослин з родини бобових (Fabaceae). Ареал охоплює такі країни: США (Аризона, Нью-Мексико).

## Середовище
Це багаторічна кореневищна трав'яниста рослина, яка росте в сухих руслах струмків, на берегах, у каньйонах, на відкритих схилах разом з дубами, ялівцем та сосною. Висота зростання: 1650–2700 метрів. Загрози для виду можуть включати випас худоби (рослина не накопичує селен і є смачною), рекреацію та видобуток корисних копалин, але наразі невідомо, чи спричиняють ці процеси скорочення популяції цього виду, тому необхідні додаткові польові дослідження, щоб визначити стан здоров'я виду в майбутньому.